# フー・ファイター
フー・ファイター（foo fighter）とは、第二次世界大戦中の連合国軍のパイロット（または水兵や地上兵）たちが、ヨーロッパや太平洋の上空で目撃した未確認飛行物体や空中の奇怪な光球などを指した用語である。同様の物体は日本軍やドイツ軍にも目撃されている。
当時の目撃者たちは「フー・ファイター」を敵軍の秘密兵器と考え恐れたが、その恐れに反し「フー・ファイター」が人間に害を与えたり害を与えようとしたりした事例は報告されていない。連合軍パイロットによるフー・ファイターの写真はいくらか撮影されているが、普通これらは光や砲火の反射と思われている。これ以外の現象の報告も時に「フー・ファイター」として扱われることがある。また、同じような現象は日本軍やドイツ軍も目撃し、その撮影した写真の中にもフー・ファイターらしきものが認められている。目撃者は戦時中の極度の緊張状態にあり、長期にわたりそれが続くという背景があった。

## 語源
一般的な語源は、アメリカで第二次大戦前から戦後にかけて（1935年～1973年）連載され、特に1930年代後半に最も人気を博したナンセンスな漫画『スモーキー・ストーヴァー（Smokey Stover）』に由来するとされる。消防士の主人公・スモーキーの口癖は「Where there's foo, there's fire（フーのあるところ火あり）」というもので、その他作品のあちこちに「フー」という言葉が登場し流行語となった（「フー」はおそらくフランス語で火を意味する「feu」から来ている）。スモーキーを「ファイアーファイター（消防士）」ではなく「フーファイター」と書いた漫画単行本も戦前には出版されている。
「フー・ファイター」は米軍俗語の「フー」（FUBAR、「Fucked Up Beyond All Recognition 手の施しようがないほど滅茶苦茶」に由来）とあわさって、日本軍のパイロットに対する侮蔑語にもなった（常軌を逸した飛び方と、曲芸すれすれの過激な操縦のため）。そこから、動きが速く不規則な動きをする飛行物体を表現するのに「フー・ファイター」という言葉が流用された。

## 目撃の歴史
「フー・ファイター」は大戦中、世界の各地で目撃された。それらは光の球や金属板のような形状に見え、群れを成して飛び、密着するように戦闘機などを追尾し、戦場を監視するように飛び回った。その有名な例をいくつか挙げる。

### 1941年インド洋
1941年9月、インド洋で夜間に目撃された物体が、後の「フー・ファイター」の報告に酷似している。イギリス軍部隊を運ぶポーランド商船「S.S.プラスキ」のデッキで、二人の水兵が「緑色に光る奇妙な球体が、満月の半分にまで大きくなりながら、われわれの前に現れた」と報告している。彼らは士官に警告したが、彼らが見ている中、球体は船とともに1時間以上動き続けた。

### 1942年ソロモン諸島
1942年、アメリカ海兵隊のスティーブン・J・ブリックナーが南太平洋・ソロモン諸島での怪物体目撃を報告している。空襲警報に続いて、ブリックナーと他の兵士たちは150ほどの物体が10〜12個ずつ列を為しながら飛んでいるのを見た。ブリックナーは、「震えながら」動くように見える物体群は磨いた銀色に似ており、通常の日本軍の航空機よりも若干速く感じたという。彼は目撃したときのことを、「まったく、今までの人生で見た中で、一番畏敬の念を起こさせるもので、一番おそるべきスペクタクルだった」と述べている。

### 報道
「フー・ファイター」の報告はマスメディアでも報道された。1945年の『タイム』誌の記事は次のようであった。「もしそれがデマや目の錯覚でなければ、連合軍兵士が直面したもっとも謎めいた秘密兵器に違いない。先週、フランスに基地をおく米軍の夜間戦闘機パイロットたちは、ドイツ上空で夜間、1ヶ月以上にわたり彼らの戦闘機の後をつける『火の玉』についての奇妙な話を語った。誰もその火の玉（何であれ）が何を目的としているのかは分からない。それを心理学的な新兵器だと推測するパイロットたちは、火の玉に『フー・ファイター』と名づけた。・・・その出現の仕方に関する彼らの記述はさまざまだが、不思議なゆらめきが戦闘機のすぐそばに張り付き、速いスピードでどこまでも付いて来るように見えたという点では一致している。あるパイロットは、翼の先端から離れたところに赤い球のような形で出現するフー・ファイターの群れがぴたりとついて来て、時速360マイル（時速580km）に加速すると赤い球は空の中に急上昇していった、という。」

### ロバートソン委員会報告
1952年にCIAが未確認飛行物体を調査するため発足させたロバートソン委員会はフー・ファイターの報告に触れ、その振る舞いは脅威ではないと記述した。興味深いことに、ロバートソン委員会報告は、多くのフー・ファイターは金属的で円盤の形をしているように描かれていると述べ、「もし1943年から1945年の頃に『空飛ぶ円盤』という言葉がポピュラーになっていれば、これらの物体はそう呼ばれただろう」と示唆している。

## 解釈・説
- この現象は、ドイツ空軍の標準作業手順書にあった行動のうち、ドイツ軍飛行場のそばに配置された対空砲台の中の選ばれたものに対し、色の付いた砲火のパターンをある間隔で発射し、視覚による指示を与えてドイツ空軍機の夜間戦闘を支援させたものを、連合軍パイロットがカラフルな光球と誤解したことに原因を求める説がある。
- 航空機の翼で起こるある種の放電現象（セントエルモの火参照）がフー・ファイターの正体だという説がある。
- パイロットは球電（Ball Lightning）を見たのだ、とする説もある。
  - しかし上記の3説は、昼間に金属製らしき複数の制御された飛び方をする飛行物体を目撃したという多くのケースに対しては当てはまらない。
- UFOが地球外生命の乗り物であるという仮説（エイリアン・クラフト説）を支持する人々は、フー・ファイターを地球外生命の地球来訪の証拠とみてきた。しかし、フー・ファイターと同時に地球外生命体の姿を確認したという目撃例はない。
- フー・ファイターはドイツ空軍の開発した円盤型の飛行物体でドイツ側に「Feuerfighter（フューアーファイター、火の戦闘機）」とあだ名された秘密兵器だという説もあったが、この名前はドイツ語と英語のナンセンスな混合であり信憑性がなく、このような戦闘機が開発された記録も発見されておらず、都市伝説に等しい説といえる。
- 同様に、フー・ファイターの目撃者はロケット戦闘機・メッサーシュミット Me163を夜間に目撃したのだろうという説もあるが、これも誤った説である。Me163は数分間の飛行しかできない燃料しかなく、レーダーも積載しないため目視の効かない夜間に敵機と戦闘を交えるには適さない機体であった。またエンジンが切れた後はグライダー状に飛行して着陸するため、夜間飛行に必須となる機材は重量が嵩み、グライダー状に飛行することを妨げることから搭載しておらず、夜間の作戦行動には向かなかった。